# Williamson County (Texas)
Das Williamson County ist ein County im Bundesstaat Texas der Vereinigten Staaten. Das U.S. Census Bureau hat bei der Volkszählung 2020 eine Einwohnerzahl von 609.017 ermittelt. Der Verwaltungssitz (CCounty Seat) ist Georgetown. Das County ist Teil der Region Greater Austin.

## Geographie
Das County liegt etwa 100 km östlich des geographischen Zentrums von Texas und hat eine Fläche von 2939 Quadratkilometern, wovon 31 Quadratkilometer Wasserfläche sind. Es grenzt im Uhrzeigersinn an folgende Countys: Bell County, Milam County, Lee County, Bastrop County, Travis County und Burnet County.

## Geschichte
Williamson County wurde 1848 aus Teilen des Milam County gebildet. Benannt wurde es nach Robert McAlpin Williamson, einem Anführer und Veteran der Schlacht von San Jacinto.
Am 27. Mai 1997 erlebte das County mit dem Jarrell-Tornado mit einem F5-Tornado, der die Stadt Jarrell im Bundesstaat Texas am 27. Mai 1997 heimgesucht hatte, eines der schlimmsten Unwetter in seiner Geschichte. Der Tornado tötete 27 Menschen und war somit der zweitgefährlichste Tornado der 1990er Jahre. Der Rüssel war ganze 1,2 km breit. Die Zugbahn mit Bodenkontakt des Rüssels betrug 12,2 km.

## Demografische Daten

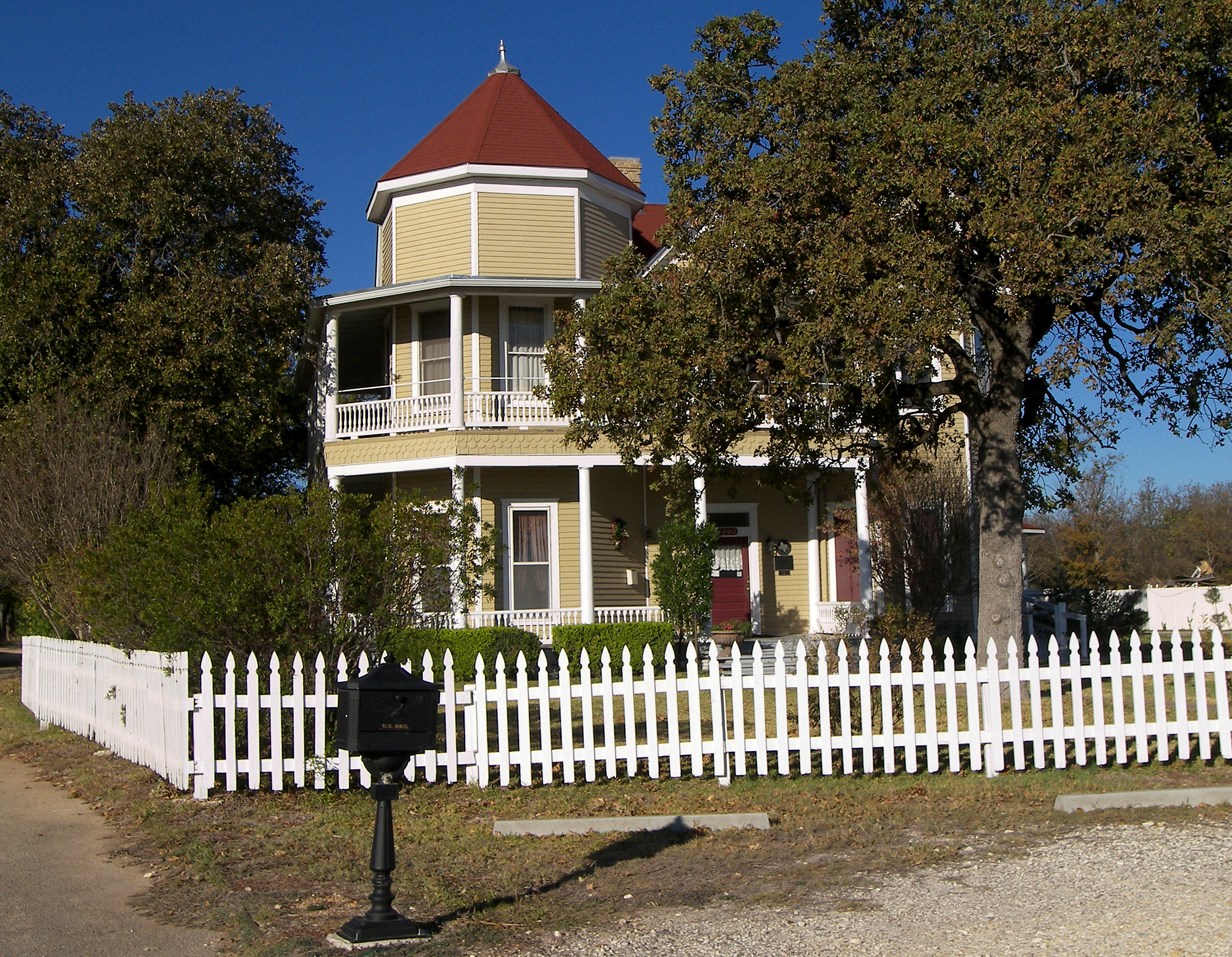
Das Paige-DeCrow-Weir House, gelistet im NRHP mit der Nr. 86000194

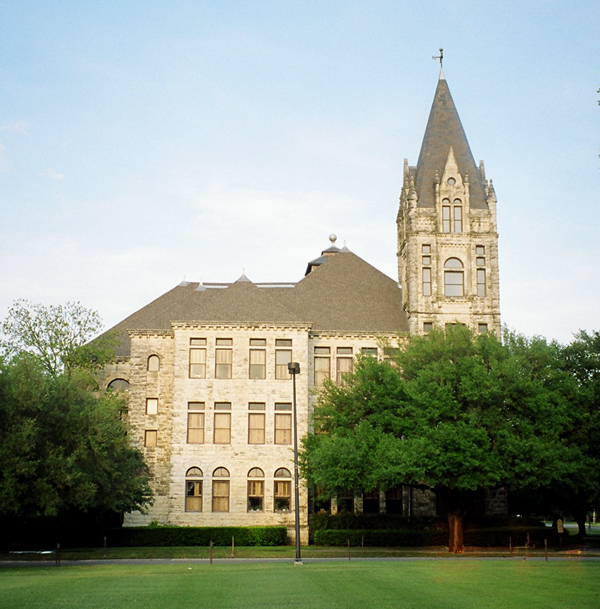
Southwestern University Administration Building and Mood Hall, gelistet im NRHP mit der Nr. 75002013

Nach der Volkszählung im Jahr 2000 lebten im Williamson County 249.967 Menschen in 86.766 Haushalten und 66.983 Familien. Die Bevölkerungsdichte betrug 86 Einwohner pro Quadratkilometer. Ethnisch betrachtet setzte sich die Bevölkerung zusammen aus 82,41 Prozent Weißen, 5,12 Prozent Afroamerikanern, 0,45 Prozent amerikanischen Ureinwohnern, 2,64 Prozent Asiaten, 0,08 Prozent Bewohnern aus dem pazifischen Inselraum und 7,19 Prozent aus anderen ethnischen Gruppen; 2,11 Prozent stammten von zwei oder mehr Ethnien ab. 17,20 Prozent der Einwohner waren spanischer oder lateinamerikanischer Abstammung.
Von den 86.766 Haushalten hatten 43,9 Prozent Kinder oder Jugendliche, die mit ihnen zusammen lebten. 64,0 Prozent waren verheiratete, zusammenlebende Paare 9,6 Prozent waren allein erziehende Mütter und 22,8 Prozent waren keine Familien. 17,6 Prozent waren Singlehaushalte und in 4,6 Prozent lebten Menschen im Alter von 65 Jahren oder darüber. Die durchschnittliche Haushaltsgröße betrug 2,82 und die durchschnittliche Familiengröße betrug 3,21 Personen.
30,0 Prozent der Bevölkerung war unter 18 Jahre alt, 8,1 Prozent zwischen 18 und 24, 35,6 Prozent zwischen 25 und 44, 19,1 Prozent zwischen 45 und 64 und 7,4 Prozent waren 65 Jahre alt oder älter. Das Durchschnittsalter betrug 32 Jahre. Auf 100 weibliche Personen kamen 99,3 männliche Personen und auf 100 Frauen im Alter von 18 Jahren oder darüber kamen 96,7 Männer.
Das jährliche Durchschnittseinkommen eines Haushalts betrug 60.642 USD, das Durchschnittseinkommen einer Familie betrug 66.208 USD. Männer hatten ein Durchschnittseinkommen von 43.471 USD, Frauen 30.558 USD. Das Prokopfeinkommen betrug 24.547 USD. 3,4 Prozent der Familien und 4,8 Prozent der Einwohner lebten unterhalb der Armutsgrenze.

## Städte und Ansiedlungen
- Andice
- Austin
- Beyersville
- Brushy Creek
- Cedar Park
- Coupland
- Florence
- Frame Switch
- Friendship
- Georgetown
- Granger
- Hare
- Hoxie
- Hutto
- Jarrell
- Jollyville
- Jonah
- Laneport
- Leander
- Liberty Hill
- Monadale
- New Corn Hill
- Noack
- Normans Crossing
- Old Round Rock
- Rices Crossing
- Round Rock
- Sandoval
- Schwertner
- Sun City
- Taylor
- Theon
- Thrall
- Three Point
- Volente
- Walburg
- Waterloo
- Weir